# هیچ‌چیز جز دردسر
هیچ‌چیز جز دردسر (انگلیسی: Nothing but Trouble) یک فیلم کمدی صامت کوتاه به کارگردانی هال روچ است که در سال ۱۹۱۸ منتشر شد.

## بازیگران
- هارولد لوید
- اسناب پالرد
- ببه دنیلز
- هلن گیلمور
- لو هاروی
- والاس هاو
- باد جیمیسون
- بل میچل
- نوآ یانگ